# Carl Gassner
Carl Gassner (Magonza, 17 novembre 1855 – 31 gennaio 1942) è stato un medico e inventore tedesco.
Inventò la prima pila a secco che poté essere prodotta in serie con grande successo commerciale.

## Vita
Gassner studiò medicina all'Università di Strasburgo ed esercitò poi a Magonza come specialista delle malattie degli occhi e delle orecchie. Condusse anche esperimenti di fisica e chimica presso l'orologeria Balbach. Nel 1880 i campanelli funzionavano con pile Leclanché, che contenevano una soluzione elettrolitica acquosa e si seccavano spesso. Nel 1885 Gassner modificò la pila eliminando l'elettrolita liquido. Nella sua pila utilizzò gesso come legante poroso, cui aggiunse prodotti chimici idrofili. L'8 aprile 1886 ottenne un brevetto in Germania, e il 15 novembre 1887 negli Stati Uniti. Ottenne brevetti anche in Austria-Ungheria, Belgio, Francia e Inghilterra. La sua pila a secco divenne nota nel 1890, quando un suo amico negoziante gli chiese aiuto perché il campanello non funzionava. In seguito anche gli altri negozianti vollero la sua pila a  secco. Successivamente, la direzione delle poste di Erfurt ordinò 100.000 pile, obbligando Gassner a fondare una fabbrica a Francoforte. Avrebbe potuto guadagnare milioni di marchi, ma per avere pace rinunciò a tutti i diritti della società di Francoforte e la produzione fu interrotta. 
È sepolto nel cimitero principale di Magonza.